# Монтелеоне ди Пуља
Монтелеоне ди Пуља (итал. Monteleone di Puglia) је насеље у Италији у округу Фођа, региону Апулија.
Према процени из 2011. у насељу је живело 903 становника. Насеље се налази на надморској висини од 841 м.

## Географија
| Клима (Монтелеоне ди Пуља) | Клима (Монтелеоне ди Пуља) | Клима (Монтелеоне ди Пуља) | Клима (Монтелеоне ди Пуља) | Клима (Монтелеоне ди Пуља) | Клима (Монтелеоне ди Пуља) | Клима (Монтелеоне ди Пуља) | Клима (Монтелеоне ди Пуља) | Клима (Монтелеоне ди Пуља) | Клима (Монтелеоне ди Пуља) | Клима (Монтелеоне ди Пуља) | Клима (Монтелеоне ди Пуља) | Клима (Монтелеоне ди Пуља) | Клима (Монтелеоне ди Пуља) |
| Показатељ \ Месец          | .Јан.                      | .Феб.                      | .Мар.                      | .Апр.                      | .Мај.                      | .Јун.                      | .Јул.                      | .Авг.                      | .Сеп.                      | .Окт.                      | .Нов.                      | .Дец.                      | .Год.                      |
| -------------------------- | -------------------------- | -------------------------- | -------------------------- | -------------------------- | -------------------------- | -------------------------- | -------------------------- | -------------------------- | -------------------------- | -------------------------- | -------------------------- | -------------------------- | -------------------------- |
| Средњи максимум, °C (°F)   | 11,0 (51,8)                | 11,0 (51,8)                | 13,0 (55,4)                | 17,0 (62,6)                | 22,0 (71,6)                | 26,0 (78,8)                | 30,0 (86)                  | 29,0 (84,2)                | 25,0 (77)                  | 20,0 (68)                  | 15,0 (59)                  | 11,0 (51,8)                | 30 (86)                    |
| Средњи минимум, °C (°F)    | 0,3 (32,5)                 | −0,5 (31,1)                | 2,4 (36,3)                 | 5,8 (42,4)                 | 9,0 (48,2)                 | 13,6 (56,5)                | 14,6 (58,3)                | 16,9 (62,4)                | 12,9 (55,2)                | 7,8 (46)                   | 5,9 (42,6)                 | 2,1 (35,8)                 | −0,5 (31,1)                |
| Количина падавина, mm (in) | 9 (3,5)                    | 7 (2,8)                    | 8 (3,1)                    | 12 (4,7)                   | 8 (3,1)                    | 5 (2)                      | 6 (2,4)                    | 2 (0,8)                    | 8 (3,1)                    | 10 (3,9)                   | 11 (4,3)                   | 7 (2,8)                    | 93 (36,5)                  |
| [ тражи се извор ]         |                            |                            |                            |                            |                            |                            |                            |                            |                            |                            |                            |                            |                            |

## Становништво
| 1931. | 1936. | 1951. | 1961. | 1971. | 1981. | 1991. | 2001. | 2011. |
| ----- | ----- | ----- | ----- | ----- | ----- | ----- | ----- | ----- |
| 4.721 | 4.836 | 4.979 | 3.711 | 2.308 | 1.785 | 1.608 | 1.413 | 1.067 |